# Szalavat járás
A Szalavat járás (oroszul Салаватский район, baskír nyelven Салауат районы) Oroszország egyik járása a Baskír Köztársaságban, székhelye Malojaz falu. 1935-ben hozták létre Malojazi járás néven, majd 1941-ben kapta mai elnevezését a baskír nemzeti hős, a Pugacsov-féle parasztfelkelésben fontos szerepet játszó Szalavat Julajev tiszteletére. Több száz kilométer távolságra fekszik a nevét szintén megemlékezésül elnyert Szalavat városától.

## Népesség
- 1970-ben 32 899 lakosa volt, melyből 17 185 baskír (52,2%), 9 861 tatár (30%).
- 1989-ben 26 382 lakosa volt, melyből 15 533 baskír (59,9%), 7 635 tatár (26,9%).
- 2002-ben 28 516 lakosa volt, melyből 19 091 baskír (66,95%), 6 306 tatár (22,11%), 2 807 orosz (9,84%).
- 2010-ben 26 566 lakosa volt, melyből 17 646 baskír (66,6%), 5 934 tatár (22,4%), 2 660 orosz (10%), 33 mari, 32 csuvas, 31 ukrán, 9 udmurt, 8 mordvin, 2 fehérorosz.

| Lakosok száma | 32 516 | 31 785 | 26 382 | 28 149 | 26 566 | 25 910 | 24 987 | 24 422 | 23 871 | 24 273 |
|               | 1939   | 1970   | 1989   | 2008   | 2010   | 2012   | 2014   | 2016   | 2018   | 2021   |